# قرار مجلس الأمن التابع للأمم المتحدة رقم 240
أدان قرار مجلس الأمن التابع للأمم المتحدة رقم 240، الذي اعتُمد في 25 أكتوبر 1967، انتهاكات وقف إطلاق النار التي كان معمولاً بها في القرارات السابقة (وخاصة قرار مجلس الأمن الدولي رقم 234) وأعرب عن أسفه إزاء الخسائر البشرية والخسائر في الممتلكات التي نتجت عن هذه الانتهاكات. وأكد المجلس على ضرورة التقييد الصارم بقرارات وقف إطلاق النار وطالب الدول الأعضاء المعنية بالوقف الفوري لأي أنشطة عسكرية محظورة في المنطقة والتعاون الكامل والفوري مع هيئة الأمم المتحدة لمراقبة الهدنة.
تم اعتماد هذا القرار بالإجماع في الاجتماع الذي طلبت عقده إسرائيل وسوريا والجمهورية العربية المتحدة لمعارضة الادعاءات المختلفة.